# U-318
U-318 – niemiecki okręt podwodny (U-Boot) typu VII C/41 z okresu II wojny światowej. Okręt wszedł do służby w 1943 roku.

## Historia
Wcielony do 4. Flotylli U-Bootów celem szkolenia załogi, od sierpnia 1944 roku kolejno w 11., 13. i 14. Flotylli jako jednostka bojowa.
U-318 odbył 6 patroli bojowych, podczas których nie zatopił żadnej jednostki przeciwnika.
Poddany 10 maja 1945 w Narwiku (Norwegia), przebazowany 19 maja do Loch Eriboll, a następnie do Loch Ryan (Szkocja).
Zatopiony 21 grudnia 1945 roku podczas operacji Deadlight po zerwaniu się z holu ogniem artyleryjskim niszczyciela ORP „Piorun”.